# Championnat du Brésil de football de deuxième division 2004
Navigation
Serie B 2003 Serie B 2005
La saison 2004 de Série B est la vingt-quatrième édition du championnat du Brésil de football de deuxième division, qui constitue le deuxième échelon national du football brésilien. 

## Compétition
Cette année 24 équipes participent au championnat, en fin de saison les deux premiers sont promus en  championnat du Brésil 2005.
Au premier tour les 24 équipes se rencontrent une seule fois dans une poule unique, les six derniers sont relégués en Serie C, les huit premiers se qualifient pour le deuxième tour où ils sont répartis dans deux groupes. Les deux premiers de groupe se qualifient pour le tour final, un groupe de quatre équipes qui se rencontrent deux fois. Le premier est déclaré champion de Serie B et est promu en Serie A avec le vice-champion.

### Premier tour
| Rang | Équipe               | Pts   | J  | G  | N  | P  | Bp | Bc | Diff |
| ---- | -------------------- | ----- | -- | -- | -- | -- | -- | -- | ---- |
| 1    | Brasiliense          | 46    | 23 | 13 | 7  | 3  | 43 | 22 | +21  |
| 2    | Clube Náutico        | 45    | 23 | 14 | 3  | 6  | 46 | 27 | +19  |
| 3    | Bahia R              | 43    | 23 | 13 | 4  | 6  | 38 | 24 | +14  |
| 4    | Ituano P             | 42    | 23 | 12 | 6  | 5  | 41 | 20 | +21  |
| 5    | Fortaleza R          | 39    | 23 | 11 | 6  | 6  | 43 | 29 | +14  |
| 6    | Marília              | 36    | 23 | 10 | 6  | 7  | 38 | 29 | +9   |
| 7    | Avaí                 | 36    | 23 | 10 | 6  | 7  | 28 | 30 | -2   |
| 8    | Santa Cruz (Recife)  | 35    | 23 | 10 | 5  | 8  | 35 | 25 | +10  |
| 9    | Paulista             | 35    | 23 | 10 | 5  | 8  | 32 | 32 | 0    |
| 10   | Caxias do Sul        | 34    | 23 | 10 | 4  | 9  | 30 | 32 | -2   |
| 11   | Portuguesa           | 31    | 23 | 8  | 7  | 8  | 31 | 31 | 0    |
| 12   | Ceará                | 30    | 23 | 9  | 3  | 11 | 30 | 33 | -3   |
| 13   | Anapolina            | 30    | 23 | 9  | 3  | 11 | 25 | 29 | -4   |
| 14   | Santo André P        | 29-12 | 23 | 12 | 5  | 6  | 38 | 28 | +10  |
| 15   | CRB                  | 29    | 23 | 7  | 8  | 8  | 32 | 33 | -1   |
| 16   | São Raimundo         | 28    | 23 | 8  | 4  | 11 | 29 | 32 | -3   |
| 17   | Sport Club do Recife | 28    | 23 | 7  | 7  | 9  | 24 | 31 | -7   |
| 18   | Vila Nova            | 27    | 23 | 7  | 6  | 10 | 34 | 38 | -4   |
| 19   | América (Natal)      | 26    | 23 | 7  | 5  | 11 | 22 | 36 | -14  |
| 20   | Remo                 | 25    | 23 | 5  | 10 | 8  | 30 | 40 | -10  |
| 21   | América Mineiro      | 23    | 23 | 6  | 5  | 12 | 25 | 40 | -15  |
| 22   | Joinville            | 18    | 23 | 6  | 0  | 17 | 24 | 42 | -18  |
| 23   | Mogi Mirim           | 18    | 23 | 2  | 12 | 9  | 26 | 38 | -12  |
| 24   | Londrina             | 17    | 23 | 4  | 5  | 14 | 19 | 40 | -21  |

| Légende : Qualifications et relégation | Légende : Qualifications et relégation      |
| -------------------------------------- | ------------------------------------------- |
|                                        | Qualification deuxième tour                 |
|                                        | Relégation en Série C                       |
|                                        | R : Relégué de Série A P : Promu de Série C |

- Santo André a douze points de pénalités pour avoir fait jouer deux joueurs non autorisés.

### Deuxième tour
Les équipes jouent en match aller et retour.
| Rang | Équipe              | Pts | J | G | N | P | Bp | Bc | Diff |
| ---- | ------------------- | --- | - | - | - | - | -- | -- | ---- |
| 1    | Fortaleza           | 8   | 6 | 2 | 2 | 2 | 8  | 7  | +1   |
| 2    | Brasiliense         | 8   | 6 | 2 | 2 | 2 | 6  | 6  | 0    |
| 3    | Ituano              | 8   | 6 | 2 | 2 | 2 | 7  | 9  | -2   |
| 4    | Santa Cruz (Recife) | 7   | 6 | 1 | 4 | 1 | 8  | 7  | +1   |

| Rang | Équipe        | Pts | J | G | N | P | Bp | Bc | Diff |
| ---- | ------------- | --- | - | - | - | - | -- | -- | ---- |
| 1    | Bahia         | 13  | 6 | 4 | 1 | 1 | 8  | 5  | +3   |
| 2    | Avaí          | 10  | 6 | 3 | 1 | 2 | 6  | 4  | +2   |
| 3    | Clube Náutico | 7   | 6 | 2 | 1 | 3 | 7  | 6  | +1   |
| 4    | Marília       | 4   | 6 | 1 | 1 | 4 | 4  | 10 | -6   |

### Tour final
| Rang | Équipe      | Pts | J | G | N | P | Bp | Bc | Diff |
| ---- | ----------- | --- | - | - | - | - | -- | -- | ---- |
| 1    | Brasiliense | 12  | 6 | 4 | 0 | 2 | 8  | 5  | +3   |
| 2    | Fortaleza   | 8   | 6 | 2 | 2 | 2 | 4  | 4  | 0    |
| 3    | Avaí        | 8   | 6 | 2 | 2 | 2 | 4  | 5  | -1   |
| 4    | Bahia       | 5   | 6 | 1 | 2 | 3 | 7  | 9  | -2   |

Brasiliense gagne son premier titre de champion de deuxième division et est promu en championnat du Brésil 2005 avec le vice-champion Fortaleza.